# Ana Konjuh
Ana Konjuh (Dubrovnik, 27 de desembre de 1997) és una tennista professional croata.
El 26 de gener de 2013 va ser la número 1 en el rànquing júnior, any en el qual va guanyar els torneigs de l'Open d'Austràlia i US Open en categoria individual, i el primer també en dobles. L'any següent va debutar al circuit professional i ja va entrar al Top 100 només amb 16 anys. El primer títol professional el va aconseguir l'any 2015 a Nottingham, la tennista més jove en guanyar un títol en el circuit professional des del 2006.

## Biografia
Filla de Mario Konjuh i Iris, té tres germanes: Andrea, Antonia i Antea. La família es va traslladar a Zagreb quan ella tenia onze anys.

## Palmarès

### Individual: 3 (1−2)
| 2009 − 2020             | Després de 2021 |
| ----------------------- | --------------- |
| Grand Slam (0−0)        |                 |
| WTA Finals (0−0)        |                 |
| Premier Mandatory (0−0) | WTA 1000 (0−0)  |
| Premier 5 (0−0)         | WTA 1000 (0−0)  |
| Premier (0−0)           | WTA 500 (0−0)   |
| International (1−1)     | WTA 250 (0−1)   |

| Títols per superfície |
| --------------------- |
| Dura (0−1)            |
| Gespa (1−0)           |
| Terra batuda (0−1)    |

| Resultat   | Núm. | Data               | Torneig                | Superfície   | Oponent          | Marcador           |
| ---------- | ---- | ------------------ | ---------------------- | ------------ | ---------------- | ------------------ |
| Guanyadora | 1.   | 15 de juny de 2015 | Nottingham, Regne Unit | Gespa        | Monica Niculescu | 1−6, 6−4, 6−2      |
| Finalista  | 1.   | 7 de gener de 2017 | Auckland, Nova Zelanda | Dura         | Lauren Davis     | 3−6, 1−6           |
| Finalista  | 2.   | 22 de maig de 2021 | Belgrad, Sèrbia        | Terra batuda | Paula Badosa     | 2−6, 0−2, retirada |

## Trajectòria

### Individual
| Open d'Austràlia | 1R  | 1R   | 2R    | 2R          | A           | A           | A           | A     | 2R | 0 / 5   | 3 − 5   |
| Roland Garros | Q   | 2R   | 2R    | 2R          | 1R          | A           | A           | 1R    |    | 0 / 5   | 3 − 5   |
| Wimbledon | 3R  | 1R   | 2R    | 4R          | 1R          | A           | NC          | 1R    |    | 0 / 6   | 6 − 6   |
| US Open | Q   | 2R   | QF    | 1R          | A           | A           | A           | 1R    | 1R | 0 / 5   | 5 − 5   |
| Jocs Olímpics | NC  | NC   | 2R    | No celebrat | No celebrat | No celebrat | No celebrat | A     | NC | 0 / 1   | 1 − 1   |
| Total Victòries–Derrotes | 8−6 | 11−9 | 15−13 | 22−18       | 1−3         | 0−1         | 0−0         | 17−14 |    | 89 − 67 | 89 − 67 |
| Rànquing a final d'any | 90  | 80   | 48    | 44          | 418         | 1270        | 538         |       |    |         |         |
| Llegenda: G: Guanyadora; F: Finalista; SF: Semifinalista; QF: Quarts de final; Q: Qualificació; A: Absent; RR: Round Robin; |     |      |       |             |             |             |             |       |    |         |         |

### Dobles
| Open d'Austràlia | A   | A   | 1R  | A | A | A | 0 / 1   | 0 – 1   |
| Roland Garros | A   | 2R  | 2R  | A | A |   | 0 / 2   | 2 – 2   |
| Wimbledon | 2R  | A   | 2R  | A | A |   | 0 / 2   | 2 – 2   |
| US Open | 1R  | A   | 1R  | A | A |   | 0 / 2   | 0 – 2   |
| Victòries–Derrotes |     |     | 4–7 |   |   |   | 12 – 14 | 12 – 14 |
| Rànquing a final d'any | 355 | 385 | 191 |   |   |   |         |         |
| Llegenda: G: Guanyadora; F: Finalista; SF: Semifinalista; QF: Quarts de final; Q: Qualificació; A: Absent; RR: Round Robin; |     |     |     |   |   |   |         |         |